# Стефан дю Перш
Стефан (Этьен) дю Перш (фр. Étienne du Perche; около 1140 - 1169 год — канцлер Сицилийского королевства и фактический правитель Сицилии (1166—1168) и архиепископ Палермо (1167—1168).

## Происхождение
Мать Стефана неизвестна, отец - Ротру I Великий, граф дю Перш, убит в битве в 1144 году.
Королева Маргарита Наваррская в своих письмах называла Стефана сыном графа дю Перша, в таком случае к моменту прибытия на Сицилию (1166) Стефану было не менее 22—23 лет. В то же время хронисты Гуго Фальканд и Вильгельм Тирский отзываются о Стефане как об отроке и почти мальчике, что противоречит его гипотетическому возрасту.

## Восхождение к вершинам власти на Сицилии
В 1166 году после смерти сицилийского короля Вильгельма I Злого регентшей при несовершеннолетнем Вильгельме II стала его мать Маргарита Наваррская. Не имея опыта управления государством, окружённая противоборствующими придворными партиями Маргарита обратилась к своему кузену архиепископу Ротруду Руанскому с просьбой рекомендовать ей кого-нибудь из их общих родственников, которому можно было бы доверять. Стефан дю Перш в этот момент предполагал отправиться в Святую Землю, но по совету архиепископа Ротруда согласился изменить маршрут и навестить королеву Маргариту в Палермо. Стефан понравился Маргарите, и с этого момента началась его головокружительная карьера: в ноябре 1166 года он получил пост канцлера (должность была вакантной после событий 1160—1161 годов), а летом 1167 года был посвящён в архиепископа Палермо (хотя ранее не имел духовного сана). Гуго Фальканд, обычно сурово оценивавший героев своей хроники, отмечает высокие качества канцлера-архиепископа. Тем не менее, стремительная карьера Стефана сделала его врагами крупных сановников (Маттео д'Аджелло), влиятельных епископов (Ромуальд Салернский, Ричард Палмер), родственников королевы (Анри де Монтескальозо, Жильбер Гравинский). В результате короткое правление Стефана было омрачено чередой заговоров против его персоны.

## Борьба с заговорщиками
Вскоре после возведения Стефана на архиепископскую кафедру в Палермо вернулся из своего континентального фьефа Анри де Монтескальозо, брат королевы Маргариты. Стефан без труда расположил к себе своего родственника, но вскоре под влиянием слухов, упрекавших Стефана и Маргариту в более чем братской любви, Анри де Монтескальозо стал главой недовольных. Пользуясь правом неограниченного доступа во дворец, Анри расположил к себе дворцовых евнухов-мусульман, а также пытался повлиять на молодого Вильгельма II. Не чувствуя себя в безопасности в Палермо, Стефан организовал 15 декабря 1167 года переезд королевской семьи и двора в Мессину, куда предварительно вызвал Жильбера Гравинского, своего преданного союзника и родственника. К этому моменту благодаря длинному языку графа де Монтескальозо Стефан уже знал имена и план заговорщиков.
В Мессине Стефан созвал королевский совет, на который были приглашены все заговорщики. В начале совещания Анри де Монтескальозо обвинил канцлера в присвоении власти; в суматохе, которая должна была последовать за обвинением, предполагалось убить Стефана. Но Жильбер Гравинский в ответ обвинил графа де Монтекальозо в измене и заговоре и арестовал его. Заговорщики пытались бежать, но большинство из них были задержаны. В последующие месяцы были арестованы Маттео д'Аджелло, Ришар де Молизе, епископ Агридженто Джентиле. К марту 1168 года Стефан разгромил своих противников и вернулся вместе с королевской семьёй и двором в Палермо.

## Свержение и изгнание
На Пасху 1168 года против Стефана восстала Мессина, греческие жители которой были возмущены самоуправством одного из французских друзей канцлера. Восстание быстро распространилось: мятежники взяли Рометту, Таормину (где освободили из тюрьмы Ришара де Молизе). Стефан сумел собрать армию против восставших, но выступлению в поход воспротивился Вильгельм II, предложивший дождаться более удачного, с точки зрения астрологии, времени.
Промедлением воспользовались недовольные жители Палермо, подогреваемые арестованным Маттео д'Аджелло. Стефан и его сторонники были осаждены в архиепископском дворце, а затем переместились в кампанилу кафедрального собора, где можно было выдержать длительную осаду. Вильгельм II призвал подданных сложить оружие и примириться. Стефан понял, что король не предполагает защищать своего канцлера, и вступил в переговоры с противниками. Маттео д’Аджелло, Ричард Палмер, Ромуальд Салернский от имени восставших предложили Стефану и его соотечественникам покинуть Сицилию. Стефан был вынужден согласиться, сложил с себя полномочия архиепископа и в тот же день отплыл из Палермо. Судно, предоставленное Стефану, оказалось неисправным, бывший канцлер был вынужден на свои средства нанять генуэзский корабль и на нём достиг Святой Земли.
Победители разделили между собой важнейшие государственные посты, новым архиепископом Палермо был избран Уолтер Милль, а Маргарита Наваррская, сохранив звание регентши, фактически была отстранена от дел. За спиной своих министров Маргарита тщетно писала папе Александру III и Томасу Бекету с просьбой способствовать возвращению Стефана на Сицилию.
Летом 1169 года Стефан, по сообщению Вильгельма Тирского, прибыл в Иерусалимское королевство. Вскоре Стефан заболел и умер, его тело было погребено в капитуле Храма Гроба Господня.